# Saint-Germain-sur-Ille
Saint-Germain-sur-Ille è un comune francese di 921 abitanti situato nel dipartimento dell'Ille-et-Vilaine nella regione della Bretagna.

## Società

### Evoluzione demografica
Abitanti censiti